# 水木しげるの妖怪写真館
『水木しげるの妖怪写真館』（みずきしげるのようかいしゃしんかん）は、1999年12月29日にSNKより発売されたネオジオポケットカラー用のスナップショットRPGである。

## 解説
『ゲゲゲの鬼太郎』や『悪魔くん』等で知られる漫画家水木しげるの描く妖怪120種類以上が登場するキャラクターゲームである。
日本各地に出現する妖怪たちを探し出し、水木先生より貸し与えられた神通力を持つ不思議なカメラ「うんがい」で撮影することで写真に妖力（攻撃力）と霊力（体力）が込められ、ねずみ男や他のプレイヤーとの対戦カードバトルに使用する。不必要な写真は鬼太郎に買い取ってもらうことでお金に換えることが可能。
妖怪の出現条件は様々で、簡単に見つかるものから特定の条件を満たさないと出てこないレアなものまで存在し、全種類を撮影すること自体が難しい上に、撮影した写真はキャラクターの能力とプレイヤーの腕前に左右されるため、全ての妖怪のベストショットを撮影しようとすると、とてつもないやり込みが必要とされる。
発売されたハードがマイナーだったため、販売本数は少ないのだが、ゲームの出来は高く評価されており、ゲーム雑誌『ファミ通』に不定期連載されている漫画『ドキばぐ』（柴田亜美）の中で当時の担当編集者のチップス小沢（現・トムス・エンタテインメント執行役員）がハマっているソフトとして何度もネタにされたため知名度が高くなった。中古市場では定価以上のプレミア価格で取引されるレアソフトとなっている。